# Torredembarra (kommun)
Torredembarra är en kommun i Spanien.   Den ligger i provinsen Província de Tarragona och regionen Katalonien, i den östra delen av landet, 400 km öster om huvudstaden Madrid. Antalet invånare är 15 310. Arean är 8,7 kvadratkilometer. Torredembarra gränsar till La Pobla de Montornès, Creixell och Altafulla. 
Terrängen i Torredembarra är platt.